# 남승민 (1911년)
남승민(南承民, 1911년 ~ ?)은 한국의 영화 배우이다. 본명은 남태원(南泰元)이다.

## 생애
일제강점기 말기에 여러 영화에서 남자 주인공 역할을 맡아 활발한 활동을 했다. 주요 활동 시기가 국책 영화만 제작되던 1940년대였기 때문에 《나는 간다(일본어: 今ど我は行く)》(1942), 《흙에 산다》(1942), 《조선해협》(1943) 등 친일색이 뚜렷한 영화에 출연했다. 이 가운데 《나는 간다》와 《조선해협》은 태평양 전쟁에 참전할 것을 직접 종용하는 내용을 담고 있다.
미군정 시기에 촬영된 《똘똘이의 모험》(1946)과 1949년에 함세덕의 희곡을 영화화해 만들어진 작품인 《마음의 고향》에 출연했다. 이 기간 중 영화인 모임인 조선영화동맹에 가담하였고, 서울지부 집행위원을 맡아 이 단체가 추진한 영화 대중화 운동에 참가했다. 본래 영화동맹은 좌우익 영화인들이 연합해 창설한 단체였으나 차츰 우익 계열이 분리되면서 좌익 계열만 남게 되었다.
비슷한 시기에 활동한 최운봉과는 《나는 간다》에서 친구 사이로 출연한 이래 조선영화동맹에서도 함께 활동했다. 마지막 작품이 된 《마음의 고향》에도 함께 출연하였다. 최운봉은 이 작품을 끝으로 조선민주주의인민공화국으로 갔으며, 남승민 또한 행방을 알 수 없게 되었다. 《마음의 고향》은 원작자 함세덕과 감독 윤용규 등 관련자들이 모두 월북하여 필름의 행방을 알 수 없다가 1994년에 되찾은 바 있다.
2008년 발표된 민족문제연구소의 친일인명사전 수록예정자 명단 연극/영화 부문에 포함되었다.

## 참고 문헌
- 김수남 (2001년 11월 20일). 《해방전 조선 사실주의 시나리오》. 서울: 새미. 263쪽. ISBN 8989352940.